# Ton Cornelissen
Antonius Ton Cornelissen (Breda, 24 januari 1964) is een Nederlands voormalig voetballer die als aanvaller speelde.
In de jeugd kwam hij uit voor SCO/TOFS (dat door zijn grootvader was opgericht) en Kozakken Boys. Cornelissen was als prof actief tussen 1982 en 1995 en speelde achtereenvolgens voor NAC, RKC, De Graafschap, Germinal Ekeren, NAC, PAOK Saloniki, Eendracht Aalst, Eindhoven, Sparta Rotterdam, KFC Poederlee en RBC Roosendaal. In het seizoen 1990/91 werd hij in dienst van NAC topscorer van de Eerste divisie met 35 doelpunten en eerste divisie speler van het jaar. Aansluitend speelde Cornelissen nog een seizoen voor Kozakken Boys. Hij was ook Nederlands jeugdinternational.
Cornelissen werd trainer en hij was actief als speler-trainer bij SCO/TOFS (drie keer als interim-trainer) en als hoofdtrainer bij Oisterwijk en Altena. In 2013 verruilde hij de positie van assistent-trainer van JEKA voor die van assistent bij Kozakken Boys. Daarnaast werkte hij in een sportzaak. In het seizoen 2014/2015 leidde Cornelissen samen met Danny Buijs Kozakken Boys als trainersduo en vanaf 2018 met hoofdtrainer Jasper de Muijnck. Sinds het seizoen 2020/2021 is hij assistent-trainer bij IJsselmeervogels.